# Херман фон Лихтенберг
Херман фон Лихтенберг (на немски: Hermann von Lichtenberg; † 11 юли 1335, Вюрцбург) е канцлер на император Лудвиг Баварски и епископ на Вюрцбург (1333 – 1335).

## Живот
Той е от младата линия Лихтенберг на господарите на Лихтенберг, син на Йохан I фон Лихтенберг († 1315), фогт в Елзас, и съпругата му Аделхайд фон Верденберг († 1343), дъщеря на граф Хуго I фон Верденберг-Хайлигенберг († 1280) и Мехтилд фон Нойфен. Брат е на Йохан III († 1327) и на Лудвиг III († 1369/1382).
Херман е канцлер на император Лудвиг Баварски и през 1333 г. е избран за епископ на Вюрцбург. Той умира на 11 юли 1335 г. във Вюрцбург. Погребан е в катедралата на Вюрцбург, гробът му не съществува вече.